# Kasteel Maisin
Het Kasteel Maisin is een kasteel in de tot de Vlaams-Brabantse gemeente Leuven behorende plaats Kessel-Lo, gelegen aan de Tiensesteenweg 275.

## Geschiedenis
Tussen 1710 en 1717 werd de Tiensesteenweg aangelegd, een rechte verbindingsweg tussen de steden Leuven en Tienen. Het terrein waar het kasteel zou komen kende verspreide bebouwing en ook waren er ontginningen ten behoeve van de baksteen- en dakpannenfabricage. De bedrijvigheid verdween in de jaren '30 van de 20e eeuw, maar dit zorgde voor een zeker reliëf bovenop het natuurlijke reliëf van de daar gelegen Predikherenberg, een getuigenheuvel.
Tijdens de 19e eeuw was veel grond in bezit van de familie Coetermans en in 1894 werden een woning en een hoeve aan de Tiensesteenweg verkocht aan de familie Tops-Van Cutsem. Deze liet de woningen wijzigen en liet ook een lusttuin aanleggen. In 1914 werd bij een wraakactie van de Duitse bezetter ook de bezittingen van Tops-Van Cutsem niet gespaard. Vanaf 1920 werd het bezit hersteld. Een aantal parkelementen bleven behouden. De kronkelige gemeentegrens tussen Kessel-Lo en Korbeek-Lo kwam binnen het park te liggen. Zo ontstond de zogeheten villa Tops-Van Cutsem. De tuin werd door landschapsarchitect Léon Rosseels omgevormd tot een landschapspark. Het huis had neoclassicistische stijlkenmerken.
Vanaf 1938 werd het kasteel bewoond door Joseph Maisin, een toonaangevende Leuvense hoogleraar en microbioloog die veel kankeronderzoek heeft verricht. In 1950 werd het kasteel nog ingrijpend verbouwd naar ontwerp van Lucien Spéder.